# Воронин, Юрий Михайлович
Юрий Михайлович Воро́нин (род. 26 февраля 1939 года, Казань, Татарская АССР, РСФСР) — помощник Председателя Счётной палаты Российской Федерации, бывший аудитор Счётной палаты, депутат Государственной думы второго созыва, первый заместитель Председателя Верховного Совета Российской Федерации (март—октябрь 1993), народный депутат РСФСР (1990—1993). Доктор экономических наук, профессор.

## Биография
Родился в Казани. По национальности русский. Отец, Воронин Михаил Андреевич, 1919 г.р., погиб 14 апреля 1945 года при наступлении Красной Армии на Берлин. Мать, Михайлова Татьяна Никитична, умерла в 1992 году.

### Образование
Окончил Казанскую начальную школу N 48 в 1950 году.
В 1962 году окончил радиотехнический факультет Казанского авиационного института им. А. Н. Туполева, в 1975 году — АОН при ЦК КПСС.
Работал на оборонных предприятиях Казани.

### Политическая деятельность
С 1978 по 1984 год — заведующий отделом агитации и пропаганды, с 1984 по 1988 год — заведующий экономическим отделом Татарского обкома КПСС.
С 1988 по 1990 год — заместитель Председателя Совета Министров Татарской АССР — председатель Госплана республики. С 1980 года по 1990 год был депутатом Верховного Совета Татарской АССР.
В марте 1990 года был избран народным депутатом РСФСР, на первом съезде народных депутатов был избран членом Верховного Совета, председателем Комиссии Совета Республики Верховного Совета по вопросам бюджета, планам, налогам и ценам, членом Высшего экономического совета при Президиуме Верховного Совета, входил в депутатскую группу «Специалисты по экономике и управлению», состоял во фракции «Коммунисты России».
С ноября 1991 по март 1993 год — заместитель, а в марте-октябре 1993 года — первый заместитель Председателя Верховного Совета Российской Федерации (по должности был членом Совета Безопасности Российской Федерации). В сентябре 1993 года выступил против роспуска Съезда народных депутатов и Верховного Совета, всё это время находясь в Белом доме.
В декабре 1995 года был избран депутатом Государственной Думы второго созыва, был членом фракции КПРФ, заместителем председателя Комитета по бюджету, налогам, банкам и финансам, членом контрольно-бюджетной комиссии Межпарламентской Ассамблеи государств-участников СНГ.
С июля 2000 года был аудитором Счетной палаты Российской Федерации. Был членом Высшего экономического совета России.
В 2013 году стал сопредседателем Оргкомитета по подготовке и проведению памятных мероприятий, посвященных 20-летию разгона Съезда народных депутатов и Верховного Совета РФ.
В 2021 году выступил с острой критикой лидера КПРФ Геннадия Зюганова, обвинив его в оппортунизме и в соглашательстве с Кремлем.
Ныне — президент Лиги «Российское Отечество», ставящей своей целью поддержание контактов с зарубежными соотечественниками. Действительный член Академии технологических наук России, председатель проблемного Совета экономических технологий перехода к рыночной системе.

## Награды
- орден Дружбы народов
- орден «Знак Почёта»
- медали СССР и Российской Федерации
- Благодарность Министра культуры Российской Федерации (26 февраля 2004 года) — за большой личный вклад в дело сохранения и развития многонациональной российской культуры[12].

## Семья и увлечения
Женат, имеет сына.